# Neesenbeckia punctoria
Neesenbeckia es un género monotípico de plantas herbáceas perteneciente a la familia de las ciperáceas. Su única especie, Neesenbeckia punctoria, es originaria de Sudáfrica.

## Descripción
Es una planta glabra; con tallos de hasta 70 cm de altura, cilíndricos, estriados, a menudo con un nodo entre la base y la panícula;  las hojas basales con vainas enteras; las superiores con hojas cilíndricas, con panícula de 15-30 espiguillas opacas de color marrón;  nueces (incluyendo su tallo) casi 1 cm de largo, elipsoide apenas trígono.

## Taxonomía
Neesenbeckia punctoria fue descrita por (Vahl) Levyns y publicado en Journal of South African Botany 12: 74. 1947
Etimología
Neesenbeckia: nombre genérico otorgado en honor del botánico Christian Gottfried Daniel Nees von Esenbeck.
punctoria: epíteto latíno que significa "punzante".
Sinonimia
- Buekia punctoria (Vahl) Nees
- Chaetospora punctoria (Vahl) A.Dietr.
- Elynanthus punctorius (Vahl) Benth. & Hook.f.
- Schoenus punctorius Vahl
- Tetraria punctoria (Vahl) C.B.Clarke[4]